# Dheisheh
Le camp de Dheisheh (arabe : مخيم الدهيشة) est un camp de réfugiés palestiniens situé au sud de Bethléem en Cisjordanie. Dheisheh a été établi en 1949, sur un terrain de 0,6 km2 loué au gouvernement jordanien. Le camp devait servir de refuge temporaire pour 3 400 Palestiniens habitant 45 villages situés à l'ouest de Jérusalem et Hébron et qui ont fui pendant la guerre israélo-arabe de 1948-1949.

## Conflit israélo-palestinien
L’armée israélienne mène plusieurs raids en 2025 contre les habitants de Dheisheh. Des images partagées sur les réseaux sociaux ont montré des appartements vandalisés, aux murs tagués de slogans nationalistes israéliens.